# Verlags-Druckerei J. M. Klopp
Die Verlags-Druckerei J. M. Klopp ist ein deutscher Telefonbuch-Verlag mit Sitz in Lütjenburg. Am 1. Januar 2001 feierte das Unternehmen sein 200-jähriges Jubiläum. Weiterhin werden in der eigenen Druckerei ein- oder mehrfarbige Geschäftsdrucksachen aller Art erstellt.

## Geschichte

### Anfänge
Das Unternehmen wurde 1801 von Johann Friedrich Bitt (1755–1816) gegründet, der sich in dem 1672 erbauten Haus „Markt 17“ am Lütjenburger Marktplatz niederließ. Hier machte er sich als Buchbinder mit einer angeschlossenen Buchhandlung selbstständig. Seine Tochter, Cathrina Maria Bitt (1796–1858), heiratete den aus Hamburg nach Lütjenburg gekommenen Wandergesellen Johann Georg Klopp (1798–1860), der 1822 den Betrieb übernahm.  Im Jahr 1833 wurde der gemeinsame Sohn Johann Matthias Klopp († 1900) geboren. Er erlernte ebenfalls das Buchbinderhandwerk und bekam die Geschäftsführung 1858 von seinem Vater übertragen. Johann Matthias Klopp war es auch, der dem Unternehmen seinen bis heute gültigen Namen gab. Er heiratete 1858 in Kiel Johanna Ida Katherina geb. Stender (1837–1885), sie bekamen 3 Söhne und 6 Töchter.

### Zur Jahrhundertwende
Zur Jahrhundertwende übernahm der gemeinsame Sohn Conrad Klopp (1866–1923) die Firma und erweiterte das Geschäft. Unter seiner Führung stieg die Verlags-Druckerei J. M. Klopp zum Hoflieferanten des Kurfürstentums Hessen, zu dem das in der Nähe von Lütjenburg liegende Gut Panker gehörte, auf. Gemeinsam mit seinem Sohn Hans (1895–1932) baute Klopp neben dem Druckereibetrieb einen Handel mit Papier-, Schreib- und Galanteriewaren auf und exportierte darüber hinaus Waren wie Dachpappe, Stacheldraht, landwirtschaftliche Maschinen und andere Bedarfsartikel wie Stahlstifte und Milchkannen. Conrad Klopp war verheiratet mit Maria Friederike Wilhelmine geb. Hell (1873–1940). Sie bekamen insgesamt 6 Kinder.
Hans Klopp hatte Anfang der Zehnerjahre des 20. Jahrhunderts eine für damals fast revolutionäre Idee: Auf fünffarbige Plakate der Größe 66 × 50 Zentimeter wurden Anzeigen gedruckt und in der Mitte ein Abreißkalender platziert. 1913 ersetzte man die Kalender durch Fernsprech-Teilnehmer-Verzeichnisse, um die herum Anzeigen gedruckt wurden. Dieses Konzept wurde im Kaiserlichen Patentamt am 13. September 1913 als Gebrauchsmuster-Rolle eingetragen.
1923 wurde Hans Klopp Inhaber der Verlags-Druckerei J.M. Klopp. Unter seiner Führung konzentrierte man sich noch mehr auf das Druckereigeschäft, gleichzeitig wurden immer mehr Örtliche Fernsprecherverzeichnisse hergestellt, da der Verlag hier immer noch das Patent innehatte. Im Jahr 1927 wurde dieses auch aktualisiert: „Verkehrs- und Fernsprechtabelle auf Inseratentafel zur Unterbringung einer beliebig großen Anzahl von Fernsprechteilnehmern.“ Hans Klopp war verheiratet mit Margarethe geb. Krickhuhn, von der er sich jedoch wieder scheiden ließ. Nach einem tödlichen Motorradunfall Hans Klopps im Januar 1932 übernahm Albert Beyschlag den Verlag 1936, nachdem er die Schwester des Verunglückten, Annemarie Karla Klopp, geheiratet hatte.
Die Zahl der Telefonanschlüsse wuchs rasant und die Tafeln reichten nicht mehr. Die nun regelmäßig erscheinenden Telefonbücher wurden zunächst von der 1924 gegründeten Deutsche Reichs-Postreklame übernommen, 1936 wurde jedoch der erste Vertrag mit der Verlags-Druckerei J. M. Klopp geschlossen, um die ersten richtigen örtlichen Telefonbücher herauszugeben. Insgesamt wurden in ganz Deutschland 332 Fernsprech-Teilnehmer-Verzeichnisse herausgegeben.

### Nach dem Zweiten Weltkrieg
Durch den Krieg und dessen Folgen konnten in den nächsten Jahren Telefonbücher nicht mehr in diesem Umfang hergestellt werden. Ab etwa 1950 war letztlich trotzdem eine Konzentration erforderlich, da sich die Zahl der Telefonanschlüsse mittlerweile derart vergrößert hatte. Im norddeutschen Raum wurden nun elf Örtliche Telefonbücher mit 128 Buchabschnitten herausgegeben, die in einer Gesamtauflage von etwa 260.000 Büchern verlegt wurden.
1976 übernahm Horst Beyschlag die Führung des Verlags. Unter ihm wurden neue Techniken, wie der Fotosatz und Offset-Druck eingeführt und das Portfolio der angebotenen Leistungen erweitert. Im Jahr 2007 wurde die Leitung des Verlags an Jörg Beyschlag übergeben, der den Verlag nun in der achten Generation führt und neben den beiden Standbeinen Das Örtliche und dem Druck von Geschäftsdrucksachen auch moderne Technologien integriert.

## Übersicht über die herausgegebenen Ausgaben von Das Örtliche
Das Unternehmen ist für die Ausgaben von Das Örtliche zuständig:
- Achim (u. a. mit: Baden, Badenermoor, Bierden, Bollen, Borstel, Clüverswerder, Embsen, Nordhornsberg, Uesen, Uesenermoor, Uphusen)
- Eckernförde (u. a. mit: Bistensee, Damp, Fleckeby, Groß Wittensee, Haby, Loose, Osterby, Rieseby, Sehestedt)
- Gettdorf (u. a. mit: Dänischenhagen, Gettorf, Noer, Osdorf, Schwedeneck und Strande)
- Lütjenburg (u. a. mit: Blekendorf, Hohenfelde, Köhn, Lammershagen, Mucheln, Schwartbuck, Selent und Wangels)
- Oldenburg (u. a. mit: Beschendorf, Göhl, Großenbrode, Heiligenhafen, Heringsdorf, Lensahn, Neukirchen, Riepsdorf)
- Preetz (u. a. mit: Barmissen, Boksee, Bothkamp, Großbarkau, Honigsee, Kirchbarkau, Nettelsee, Postfeld, Raisdorf)
- Schönberg/Holstein (u. a. mit: Barsbek, Dobersdorf, Fahren, Krummbek, Laboe, Probsteierhagen, Schönkirchen, Stein)
- Stade (u. a. mit: Burweg, Drochtersen, Estorf, Fredenbeck, Stade, Himmelpforten, Kranenburg, Oldendorf, Steinkirchen)
- Insel Sylt (u. a. mit: Verzeichnis für die gesamte Insel)
- Trittau (u. a. mit: Dahmker, Grande, Grönwohld, Hamfelde, Hohenfelde, Kasseburg, Linau, Lütjensee, Rausdorf)
- Wedel (u. a. mit: Giesensand, Hetlingen, Holm, Idenburg, Julsand, Katarinenhof)